# Damrak
Damrak es una avenida y canal parcialmente rellenado situado en el centro de Ámsterdam, que discurre entre la Estación Central al norte y la Plaza Dam al sur. Es la calle principal por la que las personas que llegan a la estación entran al centro de Ámsterdam. También es una de las dos rutas del tranvía GVB desde la estación hacia el centro, por donde pasan las líneas 4, 9, 16, 24, y 25. También está en la ruta de la Línea Norte/Sur del Metro de Ámsterdam entre la Estación Central y Rokin.
La calle se situaba en una rak, una parte recta del río Amstel cerca de una presa (dam en holandés); de aquí el nombre. En el siglo XIX, una sección de Damrak fue rellenada. Debido al antiguo edificio de la bolsa, el monumental Beurs van Berlage, y otros edificios relacionados con actividades financieras construidos allí a comienzos del siglo XX, el término "Damrak" se ha convertido en sinónimo de la Bolsa de Ámsterdam de la misma manera que "Wall Street" es sinónimo de la Bolsa de Nueva York y el NASDAQ.[cita requerida] El Beurs van Berlage ahora funciona como una sala de conciertos y exposiciones. En la actualidad, la zona es conocida por sus restaurantes, bares y cambios de divisas. Sus canales son una zona concurrida de barcos.

## Galería de imágenes

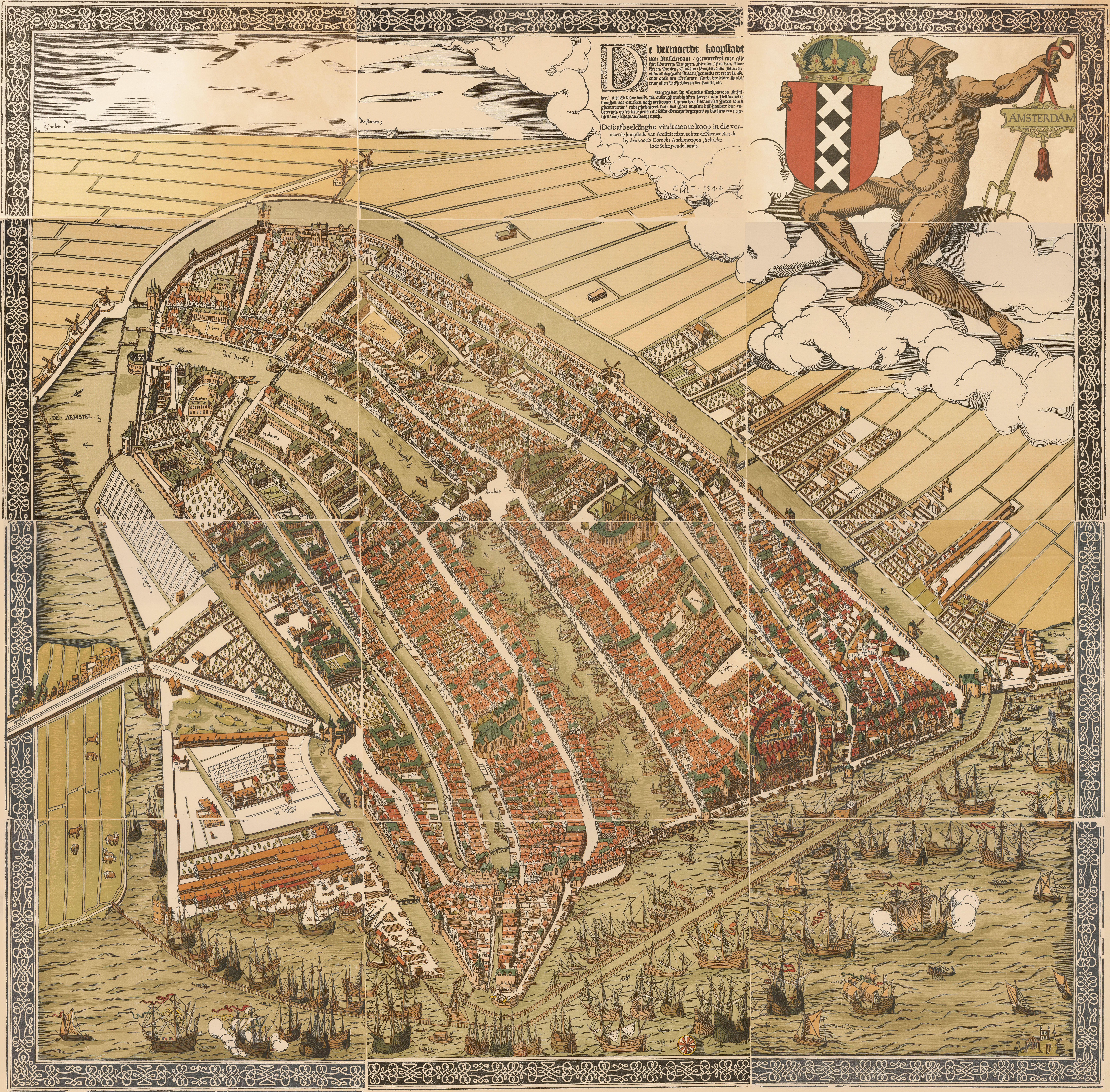
Una vista de pájaro de Ámsterdam alrededor de 1544, mirando hacia el sur. Damrak es el canal en el centro.
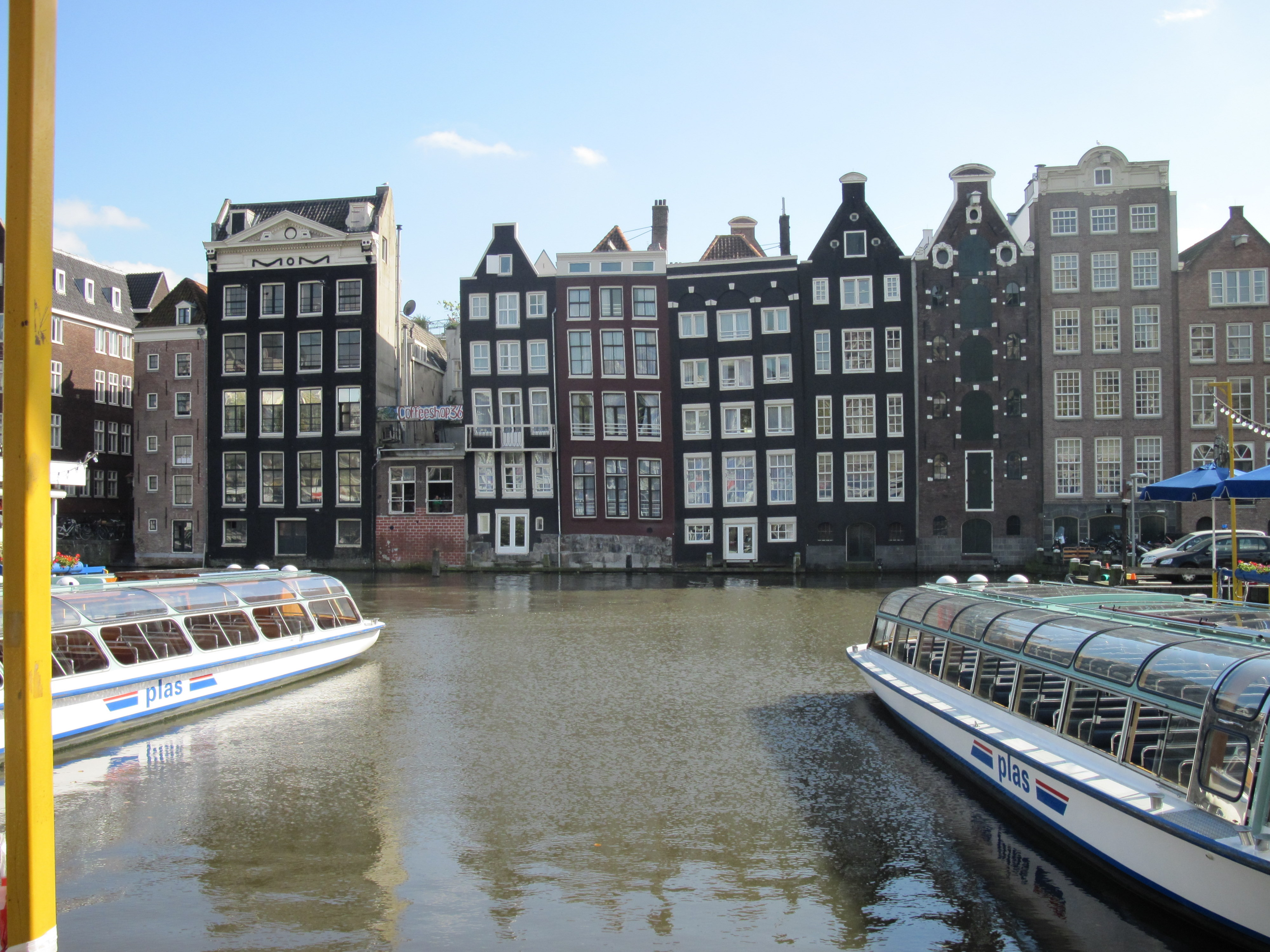
Las "casas danzantes" en Damrak.
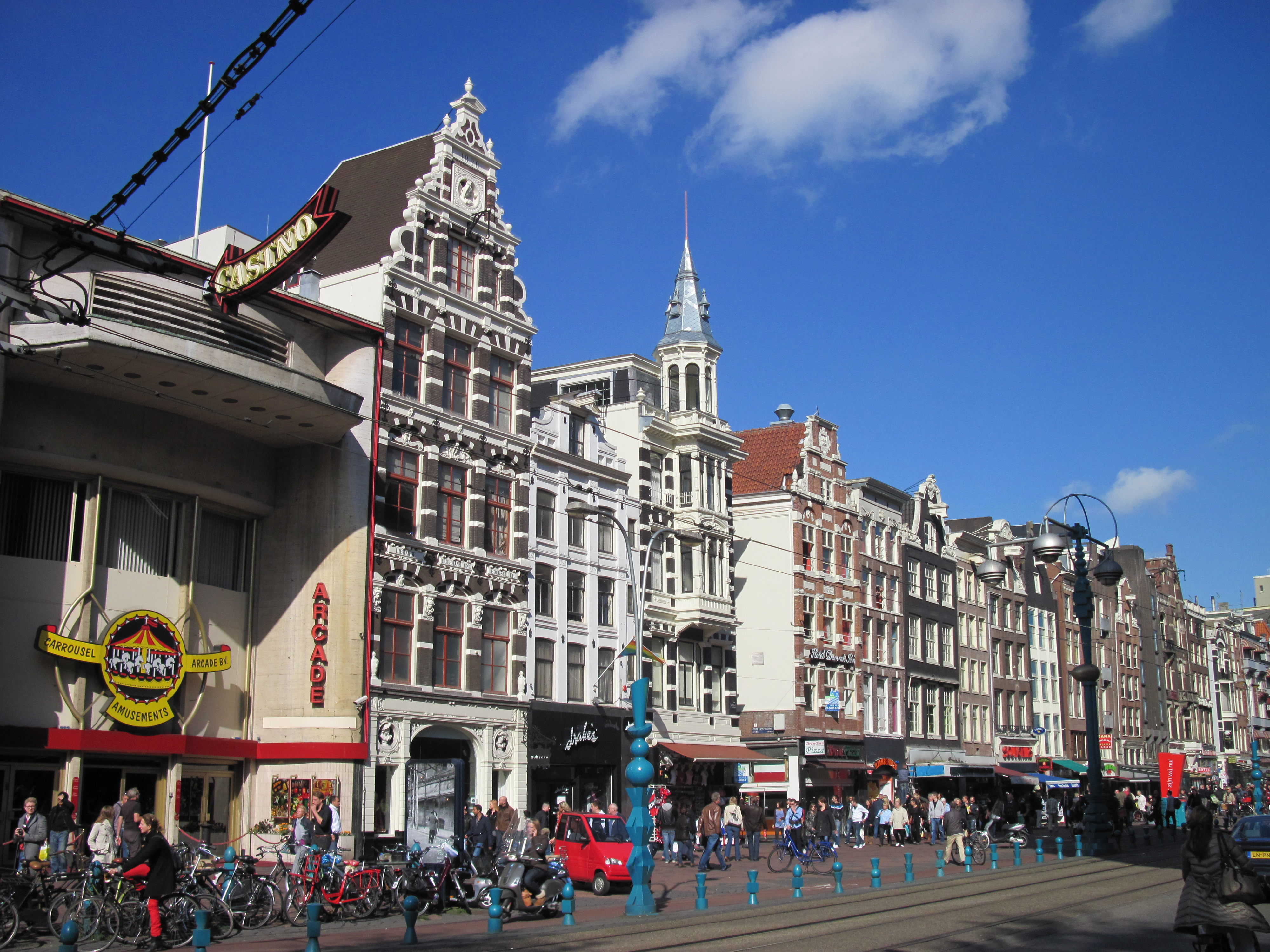
Arquitectura típica de Damrak.